# Roger Martínez
Roger Martínez, né le 23 juin 1994 à Carthagène des Indes, est un footballeur professionnel colombien. Il évolue au poste d'attaquant au Al-Taawoun FC.

## Biographie

### Carrière en club

#### Jiangsu Suning (2016-2018)
Le 13 juillet 2016, il signe en faveur du club chinois du Jiangsu Suning, alors qu'il était fortement courtisé par l'Olympique lyonnais. L'indemnité de transfert s'élève à 8,9 millions d'euros + 15 % à la revente.

#### Villarreal CF (2018)
Le 7 janvier 2018, il est prêté à Villarreal avec une option d'achat.

#### Club América (Depuis 2018)
Deux ans après son départ d'Argentine, Roger Martinez revient en Centre Amérique  en signant le 22 juin 2018 pour le club mexicain du Club América.

### Carrière en sélection
En 2016, il est retenu par le sélectionneur José Pékerman, afin de participer à la Copa América Centenario, organisée pour la toute première fois aux États-Unis.

## Carrière
- 2013-2016 :  Argentine Racing Club
  - 2014-fév. 2015 :  Argentine CBR Santamarina (prêt)
  - fév.2015-déc. 2015 :  Argentine CA Aldovisi (prêt)
- 2016-2018 :  Chine Jiangsu Suning
  - 2018 :  Espagne CF Villareal (prêt)
- depuis juin 2018 :  Mexique Club América